# Les Pianos mécaniques (film)
Pour plus de détails, voir Fiche technique et Distribution.
Les Pianos mécaniques (titre original : Los pianos mecánicos) est un film franco-italo-espagnol du réalisateur Juan Antonio Bardem sorti en 1965. C'est l'adaptation du roman éponyme de Henri-François Rey. Il a été présenté au Festival de Cannes en 1965.

## Synopsis
Vincent, un jeune parisien, se rend à Caldeva (en réalité Cadaqués), un petit village espagnol, pour y passer des vacances, invité par un ami, Pascal Reignier, écrivain désabusé et drogué. Il s'éprend de Jenny, une quadragénaire propriétaire d'un bar branché. Bientôt il va se trouver confronté à une concurrence amoureuse dans le petit groupe de Français du village et devra renoncer à cette relation impossible.

## Fiche technique
- Titre : Les Pianos mécaniques
- Titre original : Los pianos mecánicos
- Réalisation : Juan Antonio Bardem
- Scénario : Juan Antonio Bardem et Henri-François Rey (d'après son roman)
- Photo : Gábor Pogány
- Photographe de plateau : Vincent Rossell
- Producteurs : Raymond Borderie, Raymond Froment
- Pays d'origine : Espagne, France, Italie
- Langue : espagnol
- Format : Couleur
- Durée : 94 minutes
- Date de sortie : 1965

## Distribution
- Melina Mercouri : Jenny
- James Mason : Pascal Regnier
- Hardy Krüger : Vincent
- Didier Haudepin : Daniel Regnier
- Renaud Verley : Serge
- Sophie Darès : Nadine
- Keiko Kishi : Nora
- Maurice Teynac : Reginald
- Karin Mossberg : Orange
- José María Mompín : Tom
- Luis Induni : Bryant

## Commercialisation
- Belga Films (1965) (Belgique)
- Peppercorn-Wormser Film Enterprises (1968) (USA) The Ininhibed (sous titré)
- Gloria Filmverleih AG (1966) (République fédérale d'Allemagne)
- Cesáreo González Producciones Cinematográficas (Espagne)
- Excisa S.A. (Espagne)
- Suevia Films (Espagne) 
  - Édition DVD : France Pathé 2007.

## Divers
- Affiche réalisée pour la France par Yves Thos[réf. nécessaire]